# Otto Tressler
Otto Tressler, de son vrai nom Otto Karl August Meyer (né le 13 avril 1871 à Stuttgart, mort le 27 avril 1965 à Vienne) est un acteur germano-autrichien.

## Biographie
Tressler suit sa scolarité au lycée Dillmann de Stuttgart (de), avant de travailler comme libraire et commerçant. Figurant, il est découvert par Joachim Gans zu Putlitz (de) et joue de façon plus importante. Il a un engagement au Hoftheater de Stuttgart et au Volkstheater de Vienne.
De 1896 à 1961, il joue au Burgtheater 383 rôles. En 1902, il reçoit le décret d'acteur de la cour impériale ; en 1915, il devient metteur en scène.
En 1914, il commence une carrière au cinéma. Au début, il a des rôles principaux puis plus tard secondaires.
En 1931, il s'installe à Vienne.
Tressler est un ami de l'archiduchesse Marie-Josèphe. Nièce du roi de Saxe, la princesse a été donnée en mariage à l'archiduc Otto, neveu de l'empereur François-Joseph en 1886. Le mariage avait pour but de ramener à la raison ce prince porté à toutes sortes d'excès. Il n'en fut rien et la jeune archiduchesse était en permanence bafouée en tant qu'épouse et en tant que princesse. Elle se lia d'une étroite amitié avec le comédien à laquelle elle mit fin dès qu'elle devint veuve en 1906.
Il se marie quatre fois. Il épouse d'abord l'actrice Sophie von Dierkes, qui joue des petits rôles au Burgtheater sous son nom d'épouse et qui lui donne cinq enfants avant de 1910. De son deuxième mariage avec Eleonore Keil von Bündten, il a deux fils, Dieter und Georg. En 1928, il s'unit avec l'actrice Hilde Wagener puis avec l'actrice Hilde Toscani.
Son fils Georg Tressler sera réalisateur, sa petite-fille Melanie Tressler actrice.

## Filmographie
- 1914 : Zwei Freunde
- 1918 : Das Geheimnis des Goldpokals
- 1921 : Die Narrenkappe der Liebe
- 1921 : Dorothys Bekenntnis
- 1921 : Der Roman eines Dienstmädchens
- 1921 : Das Weib des Irren
- 1921-1922 : Kinder der Finsternis
- 1923 : Pflicht und Ehre
- 1926 : Le Fauteuil 47
- 1928 : Le Cercle rouge
- 1930 : Tempête dans un verre d'eau
- 1933 : La Vie tendre et pathétique
- 1933 : Wenn du jung bist, gehört dir die Welt
- 1934 : Die Insel (de)
- 1934 : Abenteuer eines jungen Herrn in Polen
- 1935 : Episode
- 1936 : Mädchenjahre einer Königin
- 1936 : Das Hofkonzert
- 1936 : Sein letztes Modell
- 1937 : Gefährliches Spiel
- 1938 : Prinzessin Sissy
- 1939 : Castelli in aria
- 1939 : On a volé un homme
- 1939 : Les Rapaces
- 1941 : Kameraden
- 1942 : Wien 1910
- 1942 : Zwei glückliche Menschen
- 1943 : Offrande au bien-aimé
- 1943 : Die schwarze Robe
- 1943 : Romantische Brautfahrt
- 1944 : Die Zaubergeige
- 1948 : Arlberg-Express (de)
- 1948 : An klingenden Ufern (de)
- 1950 : Stadtpark
- 1951 : Maria Theresia
- 1952 : Vienne, premier avril an 2000
- 1953 : Franz Schubert (de)
- 1954 : Les Jeunes Années d'une reine
- 1955 : Sissi
- 1956 : Sissi impératrice
- 1957 : Wien, du Stadt meiner Träume
- 1960 : Geständnis einer Sechzehnjährigen